# Bruna vas
Bruna vas je naselje v Občini Mokronog - Trebelno.